# Cruiser tank

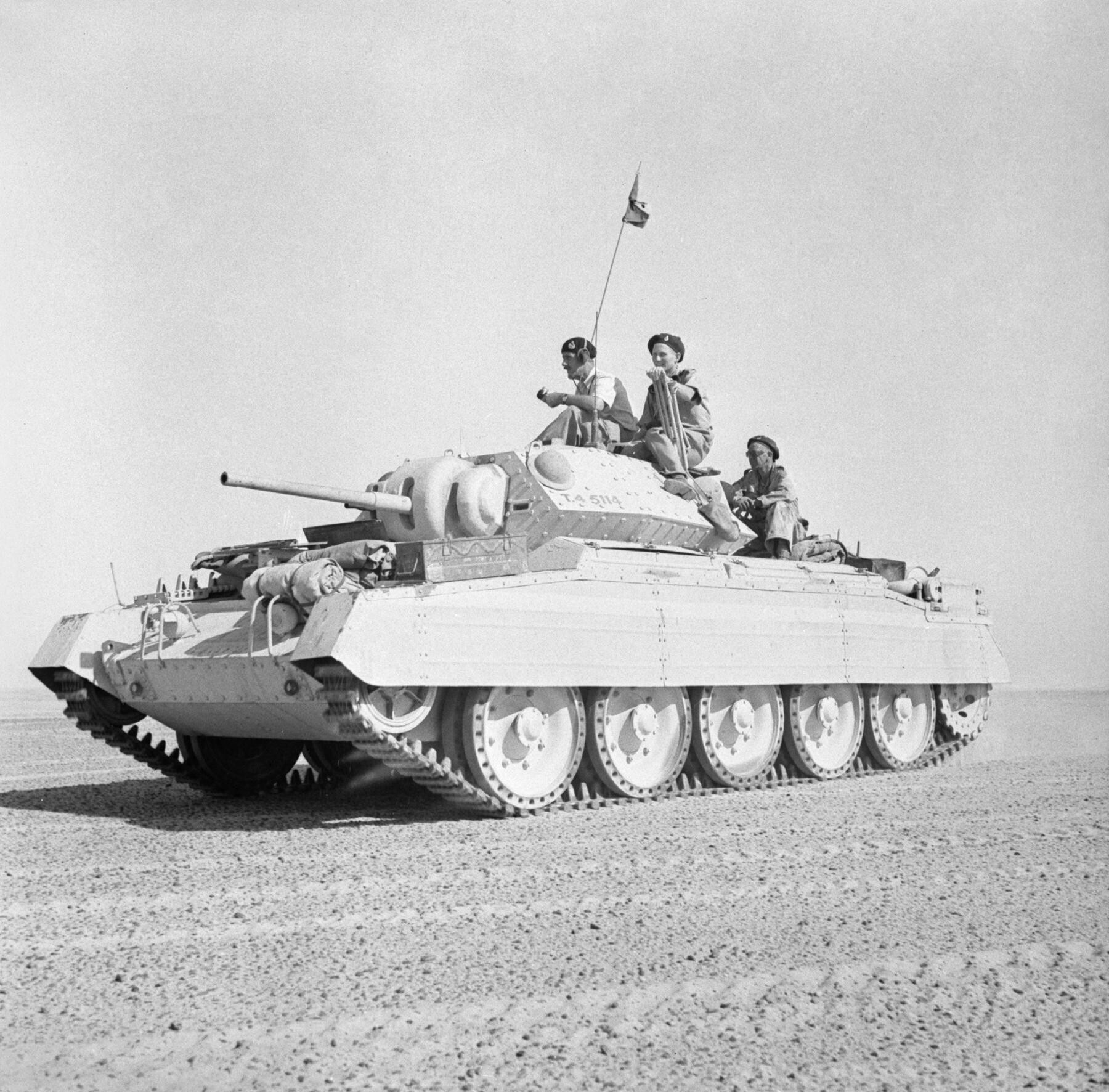
Een cruiser tank, in Noord-Afrika

De cruiser tank was een Brits concept voor tanks in de aanloop naar en tijdens de Tweede Wereldoorlog, dus ongeveer midden jaren dertig tot midden jaren veertig. Dit concept was uitgangspunt voor het ontwerp van vele types tanks, waarvan sommige daadwerkelijk in de strijd werden ingezet en andere in het experimentele stadium bleven. De bekendste cruiser tank was de Crusader, die werd ingezet in Noord-Afrika.
Voor zover cruiser tanks namen kregen (vanaf de Mk V) begonnen die namen met een "C". De meeste cruiser tanks kregen zowel een nummer als cruiser tank (de Crusader is de "Cruiser Mk VI") als een specificatienummer (de Crusader vervult de "A15"-specificatie uitgeschreven door de legerleiding). Binnen deze beide categoriën kon een tank nog een versienummer krijgen (zo is er bijvoorbeeld een "Crusader Mk III"), waarbij zo'n versie eventueel ook een apart type kon zijn (de "A13 Mk III" is de Covenanter).

## Achtergrond
In de aanloop naar de Tweede Wereldoorlog, vanaf midden jaren dertig, ontwikkelden de Britten een doctrine voor tanks; deze onderscheidde:
- Lichte tanks, licht bewapend, licht bepantserd, maar snel. Kleine tanks die dienden voor verkenning.
- Infanterietanks, goed bewapend, zwaar bepantserd, maar langzaam. Deze begeleidden de infanterie in het gevecht.
- Cruiser tanks (cavalerietanks), goed bewapend, redelijk bepantserd, maar toch snel. Deze dienden om de openingen te benutten die de infanterie (met infanterietanks) in de vijandelijke linie sloegen. Cruiser tanks waren bedoeld om in de achterhoede van de vijandelijke troepen, dus achter de vijandelijke linies te opereren; een klassieke cavalerietaak (vergelijk ook kruiser).

De reden voor deze verschillende concepten was dat het te duur en te moeilijk geacht werd om een tank te ontwikkelen die het allemaal kon.

### Christie-onderstel

Christie-ophanging

De meeste cruiser tanks hadden een onderstel bedacht door Walter Christie, een Amerikaanse tankontwerper. Dit Christie-onderstel was gekenmerkt door grote loopwielen met per individueel (dubbel) loopwiel een drukveer die grote verticale beweging toeliet. Dit zorgde ervoor dat de tank zich goed cross-country kon bewegen. 
De Britten hadden het idee afgekeken van de Russen die Christie-onderstellen gebruikten in hun BT-serie (en later in de T-34). Het oorspronkelijke idee van Christie was om tanks ook te kunnen laten rijden zonder rupsbanden, dus door aandrijving van de loopwielen, maar dit werd in de cruiser tanks snel verlaten (het werd ook niet toegepast in de T-34). 
Te beginnen met de Mk III hadden alle cruiser tanks een Christie-onderstel. De Mk III tot en met V hadden het klassieke Christie-onderstel met vier loopwielen, met karakteristieke asymmetrische leemtes daartussen. Te beginnen met de Mk VI hadden cruiser tanks meer loopwielen.

### Hoofdbewapening
Het concept van de cruiser tank vroeg om een goede hoofdbewapening. Gedurende de Tweede Wereldoorlog was er een sterke ontwikkeling wat betreft bepantsering van tanks, wat een steeds zwaardere bewapening noodzakelijk maakte. 
In het begin van de oorlog was het standaard anti-tankkanon van de Britten het tweeponder kanon (Ordnance QF 2-pounder), met een kaliber van 40mm, te vergelijken met het Duitse equivalent van 37mm (Panzerabwehrkanone 36). Later werd dit opgevolgd door het zesponder kanon (Ordnance QF 6-pounder), met een kaliber van 57mm, te vergelijken met het Duitse equivalent van 50mm (Panzerabwehrkanone 38 (L/60)). Nog weer later gebruikten de Britten het zeventienponder kanon (Ordnance QF 17-pounder), met een kaliber van 76,2mm, te vergelijken met het Duitse equivalent van 75mm (Panzerabwehrkanone 40 (L/46)). 
Het inbouwen van steeds zwaardere kanonnen was een van de hoofdthema's in de ontwikkeling van tanks in het algemeen, de cruiser tank niet uitgezonderd. Een andere kwestie is dat naarmate een kanon zwaarder werd, het des te gewenster werd om niet een puur anti-tankkanon te hebben (met hoge mondingssnelheid) maar juist een kanon dat ook granaten (met explosieve lading) kon verschieten, bijvoorbeeld om vijandelijke anti-tankkanonnen onder vuur te kunnen nemen.

## Mk I en II

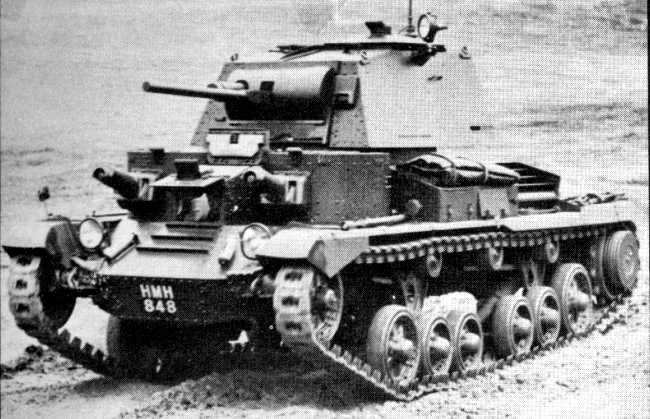
Mk I

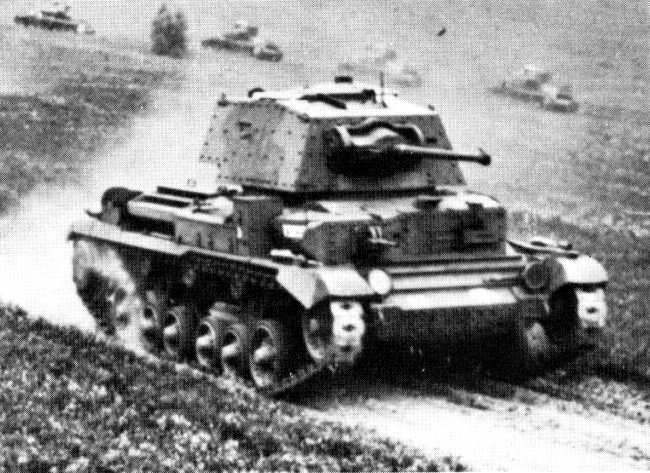
Mk II

De Mk I (A9) en II (A10) hadden hetzelfde onderstel dat later in de Valentine gebruikt werd. Van beide types werden kleine aantallen geproduceerd omdat het ook toen al de intentie was om over te schakelen naar een onderstel dat gebaseerd was op het ontwerp van de Amerikaan Christie.
Beide werden beperkt ingezet in de strijd, tot in 1941.

## Mk III en IV

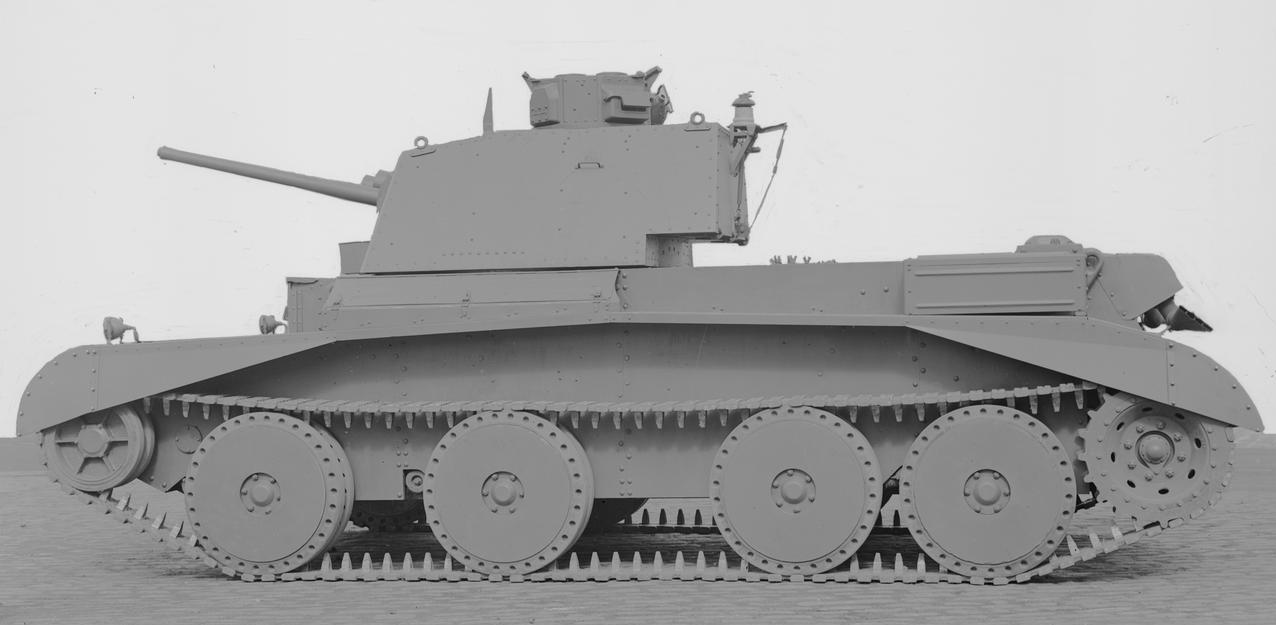
Mk III

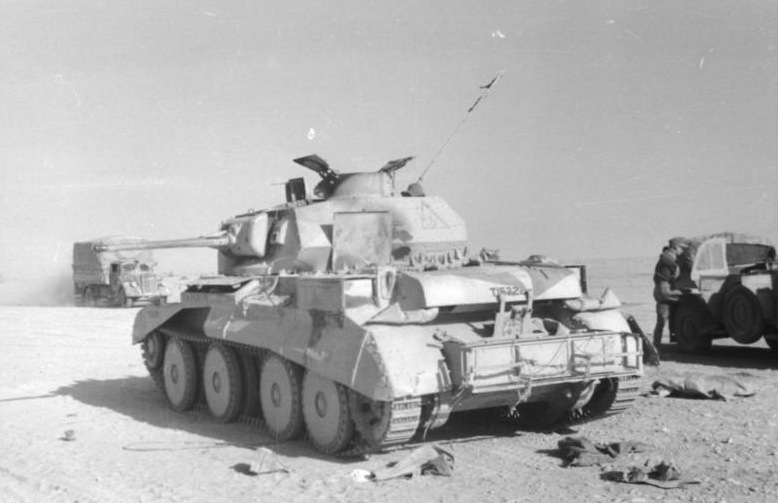
Mk IV in Noord-Afrika

De Mk III (A13 Mk I) was de eerste cruiser tank met Christie-onderstel. Ze werd beperkt ingezet in de strijd, tot in 1941.
De Mk IV (A13 Mk II) was een verdere ontwikkeling, met een zwaardere bepantsering. De Mk IV werd daadwerkelijk in de strijd gebruikt, eerst in Frankrijk, waarheen ze overhaast verscheept was en niet succesvol was, later in Noord-Afrika, waar ze tot in 1941 met succes werd ingezet. Er werden bijna duizend Mk IV's geproduceerd.

## Mk V

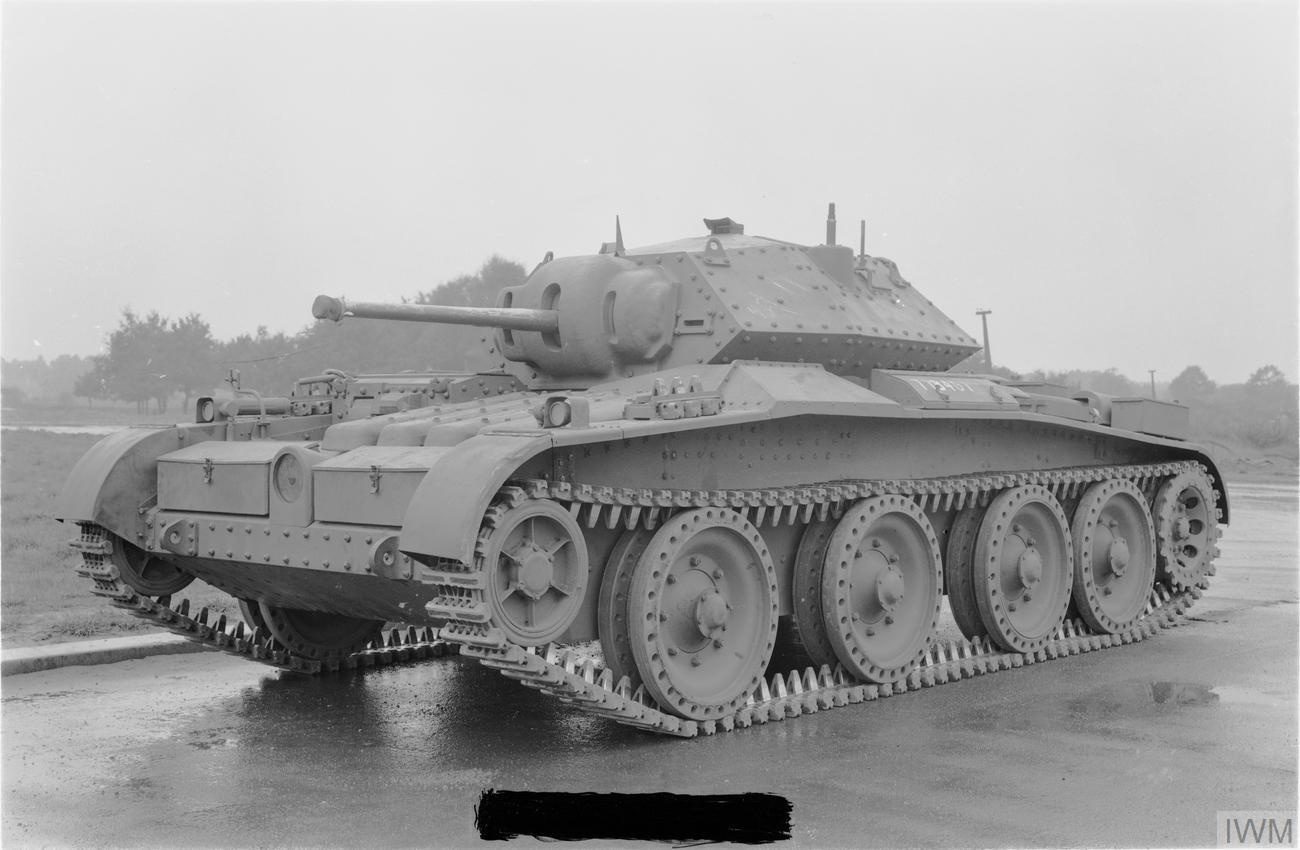
Covenanter

De Mk V (A13 Mk III) was een vrij drastisch herontwerp dat de naam Covenanter kreeg. Hoewel in vrij grote aantallen geproduceerd werd ze nooit in de strijd ingezet. De eerste exemplaren werden pas geleverd na de terugtocht uit Frankrijk, en het type bleek ongeschikt voor tropische omstandigheden, zodat het niet in Noord-Afrika ingezet kon worden. De Covenanter werd in het VK achtergehouden om het land te verdedigen mocht de invasie ooit komen; ze diende ook voor trainingsdoeleinden. 
Er werden ruim meer dan duizend Mk V's geproduceerd.

## Mk VI

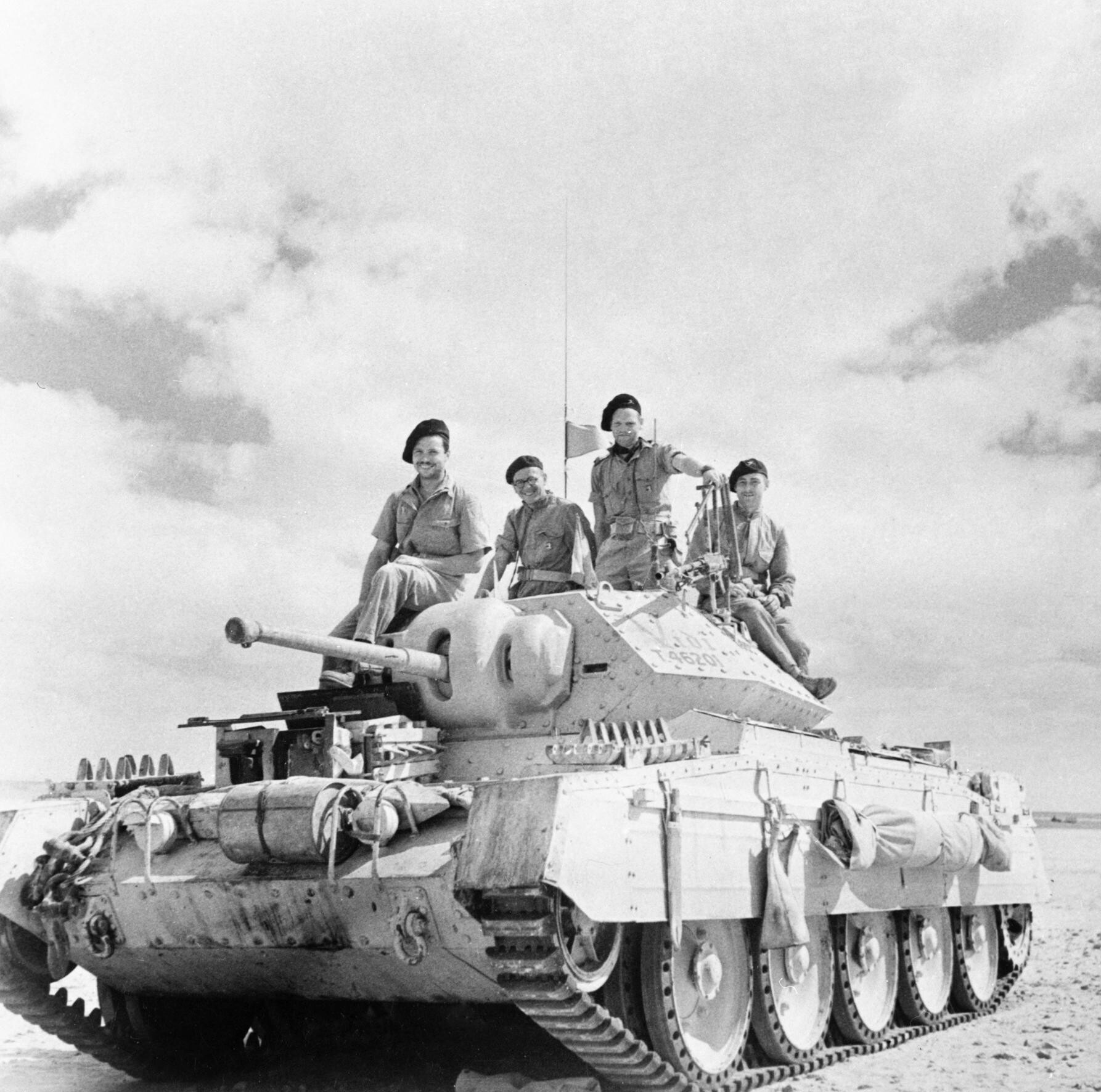
Crusader, vroeg model

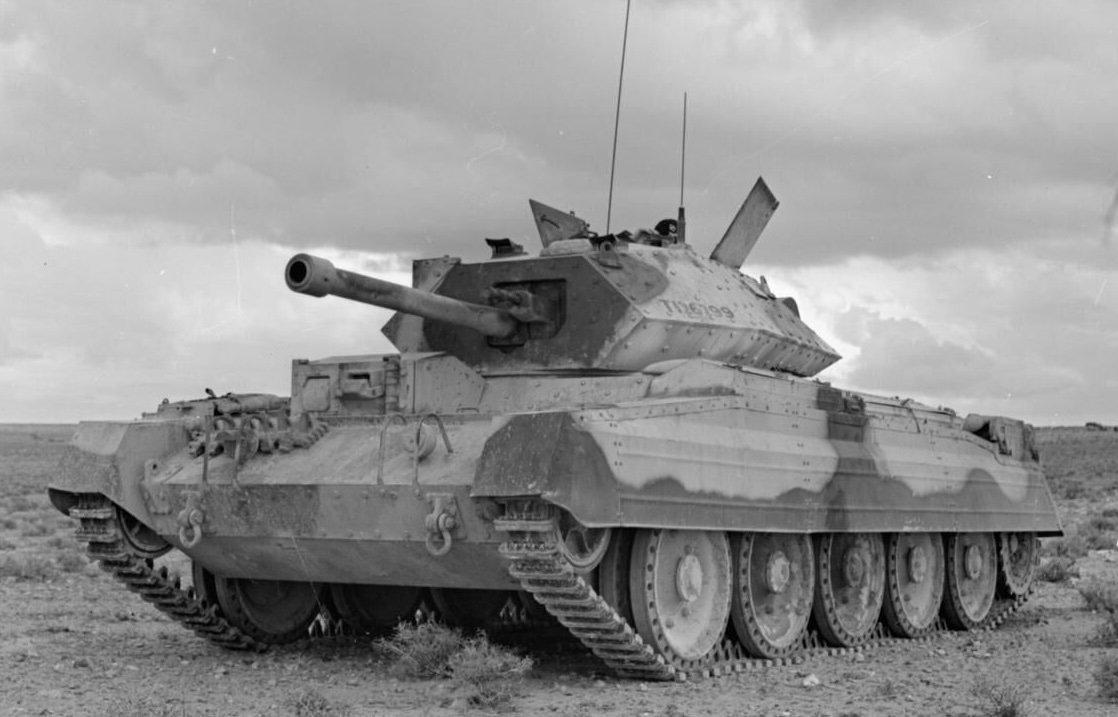
Crusader, laat model

De Mk VI (A15) was de bekendste cruiser tank, onder de naam Crusader. Ze werd met succes in Noord-Afrika ingezet: dit succes berustte op haar snelheid. De mechanische betrouwbaarheid liet wel te wensen over. Bij directe confrontaties met Duitse tanks, en vooral anti-tankgeschut, kwam het ook regelmatig voor dat er veel sneuvelden. Naarmate Duitse tanks verbeterd werden, met steeds zwaardere bewapening en bepantsering, bleef de Crusader steeds meer achter.
De latere modellen van de Crusader hadden dan ook het 6-ponder kanon (met een aangepaste geschutskoepel; eerst had ze dezelfde koepel als de Covenanter). Dat was een stap vooruit, maar deze verbetering bleef beperkt tot de anti-tankrol: vaak was juist een granaat (met explosieve lading) gewenst (zoals tegen anti-tankkanonnen).
Al met al werden ruim vijfduizend Crusaders geproduceerd.

## Mk VII en VIII

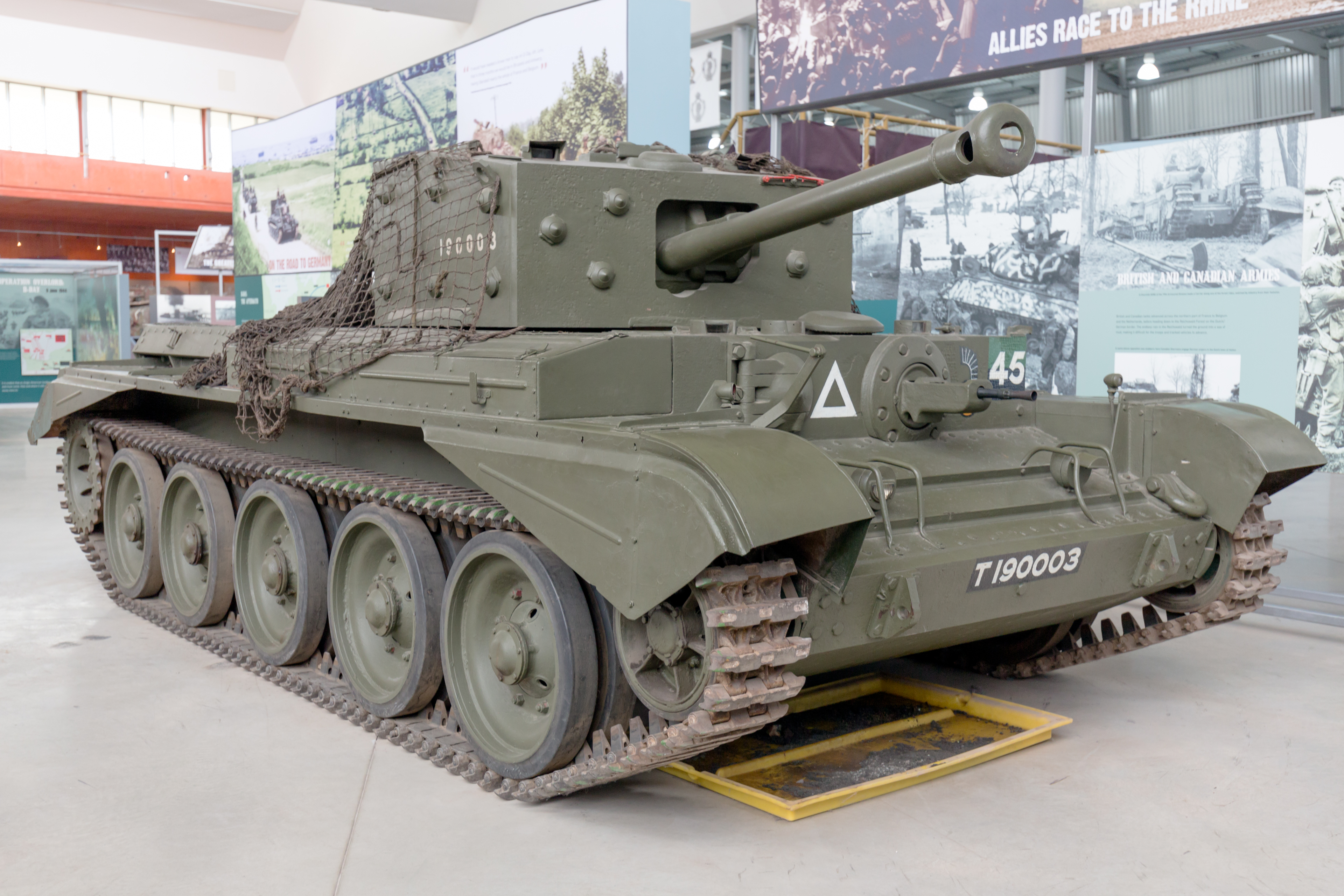
Cromwell

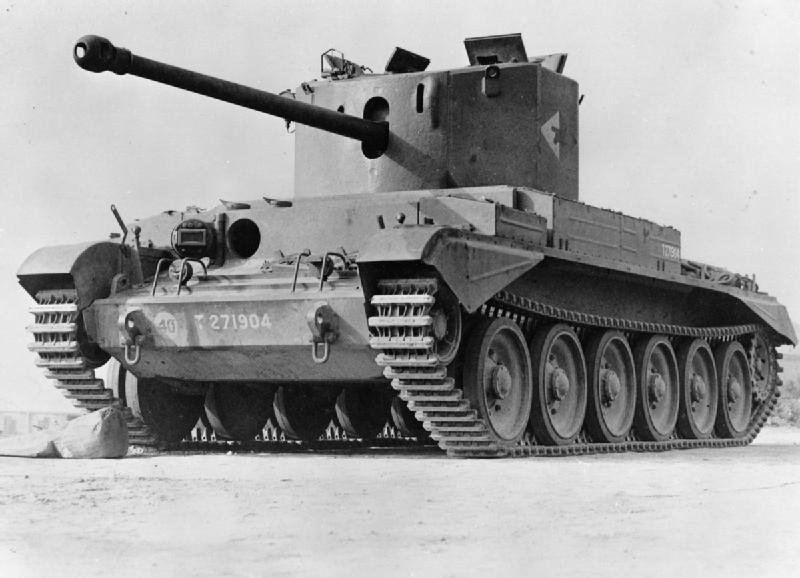
Challenger, met hoge geschutskoepel

De Mk VII Cavalier (A24) was een poging de Crusader te verbeteren, met onder andere een nieuwe motor. Ze had eveneens een zesponder kanon, maar in een nieuwe geschutskoepel. Al met al leek ze uiterlijk niet veel op de Crusader. De Cavalier bracht het nooit tot inzet aan het front.
De logische volgende stap was om het zeventienponder anti-tankkanon te gaan gebruiken. Dit bleek niet goed te passen in het cruiser-concept: er was eigenlijk geen ruimte voor. Ook was duidelijk dat een nieuwe tank, met een zwaarder kanon en een zwaardere bepantsering, ook een krachtiger motor nodig had. De Mk VIII omvatte drie types: de Centaur (A27L), de Cromwell (A27M), en de Challenger (A30). Hiervan werd alleen de Cromwell in enige aantallen in de strijd ingezet. 
De Centaur had dezelfde motor als de Cavalier en viel tegen. De Cromwell had een veel krachtiger motor (de Rolls-Royce Meteor) die zeer betrouwbaar bleek en de tank goede mobiliteit gaf (de Cromwell was de snelste van alle cruiser tanks). De Challenger had toch het zeventienponder kanon, maar dat kon alleen met een heel hoge (dus kwetsbare) geschutskoepel. Het bleek veel minder moeite te kosten om een Sherman te voorzien van een zeventienponder kanon, om zo te komen tot een Sherman Firefly, dan om een Challenger te bouwen.
Voor de Cromwell werd het zesponders kanon (57mm) uitgeboord tot 75 mm, zodat het dezelfde granaten kon verschieten als de normale Sherman. Dit was een compromis, en slechts matig geschikt in de anti-tankrol. In de praktijk werd dit ondervangen door telkens een aantal Cromwells te combineren met één Sherman Firefly (die wel een zeventienponder kanon had). Er werden zo'n vierduizend Cromwells geproduceerd.

## Comet

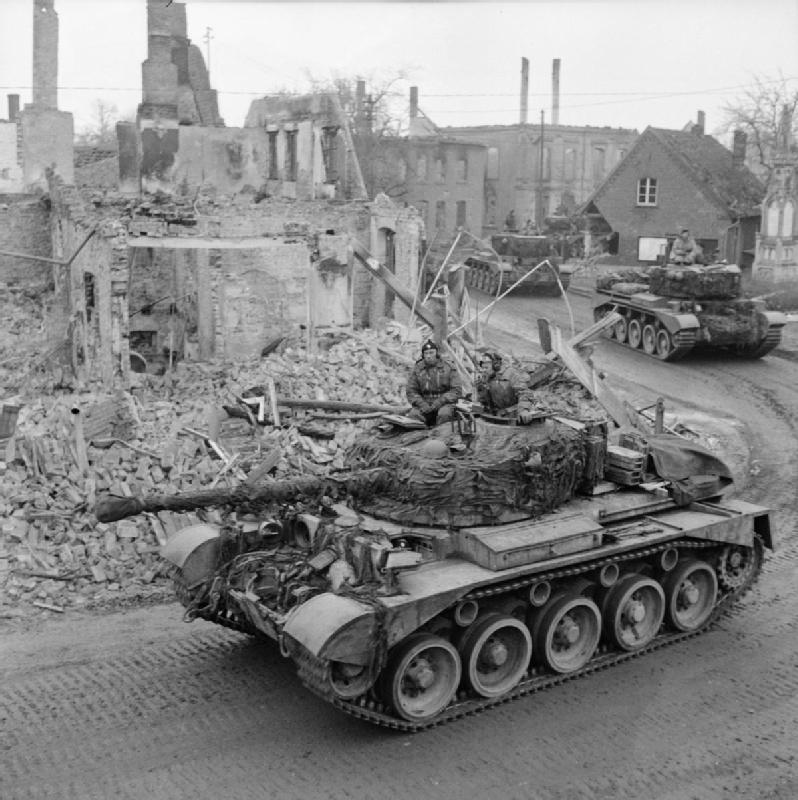
Comet, met rollers

De Comet (A34) leek vrij sterk op de Cromwell (en had dezelfde motor als de Cromwell); het meest opvallende verschil was het kanon, een aangepaste, kortere versie van het zeventienponder kanon. Dit heette een "77mm High Velocity"-kanon (High Velocity had betrekking op de mondingssnelheid), maar het had eigenlijk hetzelfde kaliber (76,2 mm) als het zeventienponder kanon; ook de munitie was uitgevoerd in een verkorte (iets minder krachtige) versie. De bepantsering van de Comet werd versterkt ten opzichte van de Cromwell, en de rupsbanden waren iets breder. De geschutskoepel was groter en werd elektrisch gedraaid (net als bij de Churchill). Omdat de Comet zwaarder was, was ze ook langzamer (de Comet was nog steeds de op één na snelste cruiser tank). Een visueel verschil met de Cromwell zijn de extra rollers boven de loopwielen (volgens Christie overbodig, maar naar bleek toch nuttig).
De Comet kwam te laat in dienst om nog veel in gevechten betrokken te zijn. Er werden in de oorlog meer dan duizend Comets geproduceerd.

## Centurion

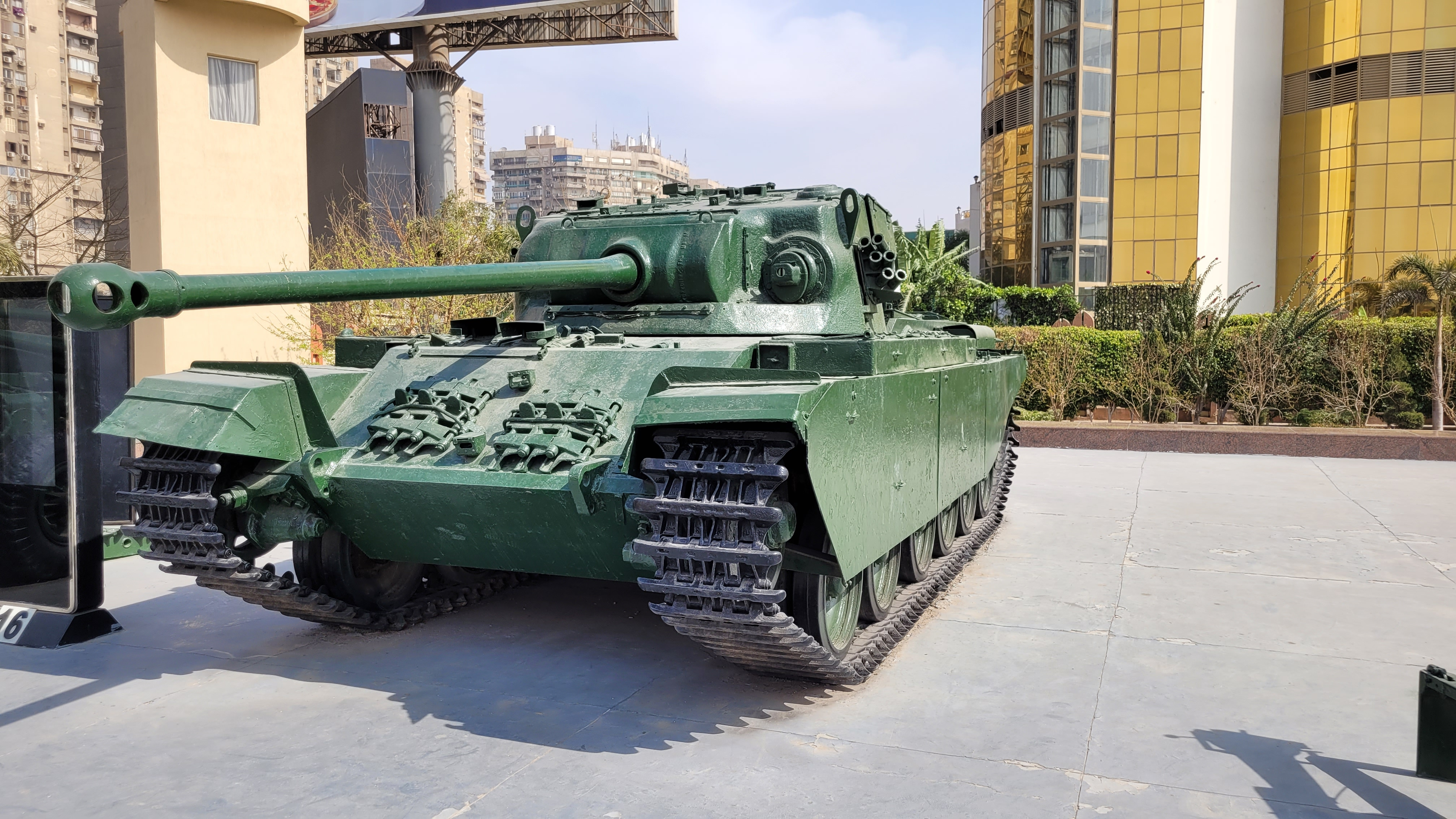
Vroeg model Centurion

Tot op zekere hoogte is de Centurion (A41) te beschouwen als de laatste cruiser tank. De Centurion geldt dan als een zware cruiser tank die er dan eindelijk toch in geslaagd is een zeventienponder kanon (in eerste instantie, later grotere kanonnen) te faciliteren in een normale gevechtskoepel. Dit werd mogelijk omdat de algemene eis verviel dat de tank op een standaard spoorwegwagon moest passen: de tank mocht groter worden en had dus meer ruimte voor het kanon.
Meer algemeen wordt de Centurion beschouwd als de eerste Britse Main Battle Tank, een universele tank. Een duidelijk verschil met de cruiser tank is dat de Centurion niet langer een Christie-ophanging gebruikte; de nieuwe ophanging was minder goed cross-country, maar nam minder ruimte in en was makkelijker te repareren. De Centurion kwam te laat om ingezet te worden in de Tweede Wereldoorlog.
In beperkte zin passen ook de Chieftain en de Challenger (Challenger 1, Challenger 2 en de Challenger 3) Main Battle Tanks in de cruiser tank traditie.

## Andere landen
Het idee om een speciale cavalerietank te ontwerpen werd beperkt in andere landen toegepast. Zo was er in Frankrijk de automitrailleuse de combat  (bijvoorbeeld de AMC 35 en de SOMUA S35): dit was echter een tank die in dienst was bij de cavalerie (de term automitrailleuse duidde een gepantserd voertuig aan gebruikt door de cavalerie), niet een tank die voldeed aan het concept van de cruiser tank (de SOMUA S35 was zwaar bepantserd). De ontwikkeling hiervan viel in 1940 uiteraard stil. 
In Amerika werd een tegenovergestelde doctrine aangehangen. Lichte en middelzware tanks zouden optrekken met de infanterie en bovendien de in vijandelijke linies geslagen openingen uitbuiten. Mocht echter de vijand openingen in de eigen linies slaan en proberen die uit te buiten, dan was daar wel een speciaal gevechtsvoertuig voor: de tankjager. In de Amerikaanse optiek was dat een snel, licht bepantserd, maar zwaar bewapend rupsvoertuig dat in reserve gehouden werd. Anders dan een tank had de Amerikaanse tankjager, een tank destroyer (de M10 en de M18 Hellcat), een geschutskoepel die van boven open was.